# Messier 2
Messier 2 (také M2 nebo NGC 7089) je kulová hvězdokupa v souhvězdí Vodnáře, která na obloze leží 5° severně od hvězdy Sadalsuud (β Aquarii). Objevil ji Giovanni Domenico Maraldi 11. září 1746 a je to jedna z největších známých kulových hvězdokup.

## Pozorování

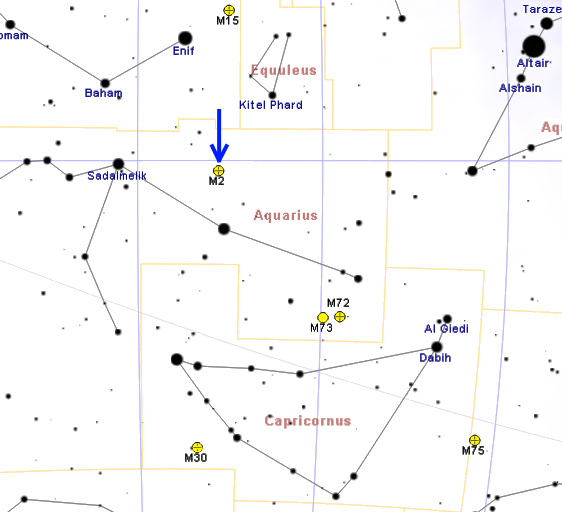
Poloha M 2 v souhvězdí Vodnáře.

Messier 2 na obloze leží 5° severně od hvězdy Sadalsuud (β Aquarii) a má stejnou deklinaci jako blízká hvězda Sadalmelik (α Aquarii). Za velmi dobrých podmínek je obtížně viditelná pouhým okem. V triedru či v malém dalekohledu ji lze spatřit jako mlhavou skvrnku, teprve větší dalekohledy o průměru 200 mm v ní rozliší jednotlivé hvězdy, z nichž nejjasnější jsou zdánlivé hvězdné velikosti 13,1. Větší dalekohledy o průměru 250 mm ji dokážou rozložit úplně. Při pohledu dalekohledem je její úhlová velikost 6′ až 8′, na běžných fotografiích je velká 12,9′ a na hloubkových snímcích má velikost 16′. Hvězdokupa je nejlépe pozorovatelná v říjnu.

## Historie pozorování
Tuto hvězdokupu objevil francouzský astronom italského původu Giovanni Domenico Maraldi 11. září 1746 při pozorování komety společně s Jacquesem Cassinim. Charles Messier ji znovuobjevil přesně o 14 let později 11. září 1760, domníval se ale, že se jedná o mlhovinu. Jednotlivé hvězdy v ní jako první rozeznal William Herschel v roce 1783.

## Vlastnosti

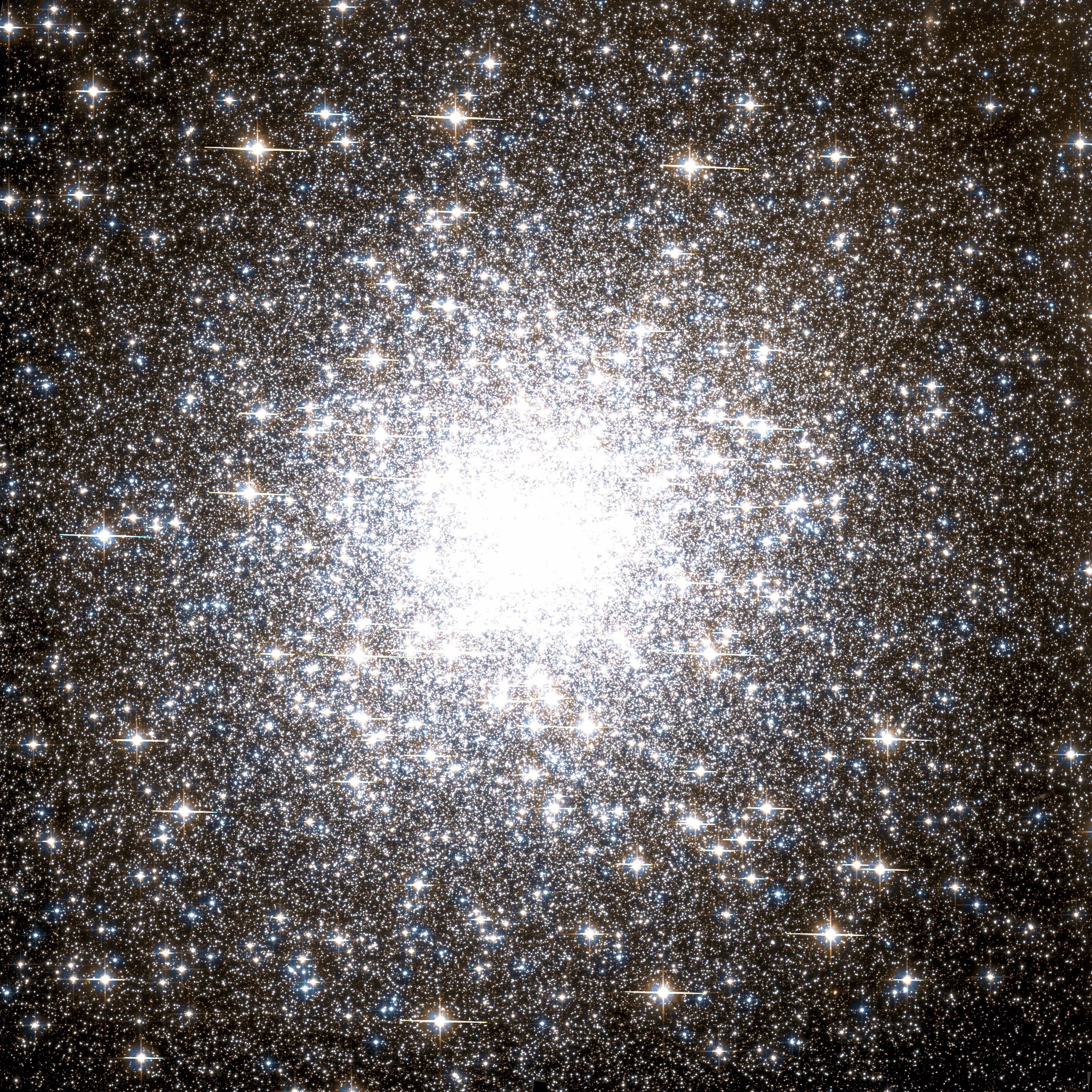
Snímek z Hubbleova vesmírného dalekohledu ukazující oblast velkou 3,5′ uprostřed M2

Průměr hvězdokupy je přibližně 175 světelných let, jedná se o větší kulovou hvězdokupu. Je bohatá na hvězdy, má výrazně zhuštěné jádro a výrazně eliptický tvar. Obsahuje kolem 150 000 hvězd, včetně 42 proměnných hvězd, které jsou většinou typu RR Lyrae. Hvězdokupa je od Slunce vzdálená 37 200 světelných let. Stáří hvězdokupy se odhaduje na 13 miliard let a je jednou ze starších kulových hvězdokup v Mléčné dráze. Nejjasnější hvězdy ve hvězdokupě jsou žlutí a červení obři. Její celkový spektrální typ je F4.
Ústřední hustá oblast hvězdokupy má úhlovou velikost asi 5′, ale nejhustější jádro má velikost pouhých 0,34′ (20″), tedy skutečný rozměr 3,7 světelných let. Polovina její hmotnosti se nachází v oblasti o poloměru 0,93′ (10 světelných let).